# Трайко Веляноський
Трайко Веляноський (мак. Трајко Вељаноскі; нар. 2 листопада 1962, Скоп'є) — македонський політик, голова Зборів Республіки Македонії з 2008 року. Член ВМРО-ДПМНЄ з 1993 року.

## Освіта
Трайко Веляноський закінчив юридичний факультет ім. Юстиніана I Університету св. Кирила і Мефодія в 1988 році.

## Кар'єра
- З 1988 по 1999 рік працював адвокатом.
- З 1999 по 2001 рік — заступник секретаря в міністерстві юстиції Македонії.
- З 2001 по 2002 рік — заступник міністра юстиції Македонії.
- З 2003 по 2006 рік знову працював адвокатом.

На парламентських виборах у липні 2006 року обраний членом Зборів Республіки Македонії від партії ВМРО-ДПМНЄ. На наступних виборах у червні 2008 року знову обраний до Зборів. На першій сесії 21 червня 2008 обраний головою Зборів Республіки Македонії.

## Сім'я
Трайко Веляноський одружений, має сина і дочку.